# Trachite euganea
La trachite euganea si estrae dalle colline che costituiscono il complesso dei Colli Euganei nella provincia di Padova, nei territori dei comuni di Vo' Cervarese Santa Croce e Galzignano Terme.
L'area di mercato della trachite euganea è piuttosto interprovinciale e la realtà produttiva, in cui trovano spazio anche forme di lavorazione artistica, è organizzata in laboratori con matrice spesso familiare e che offrono lavoro in loco ad alcune decine di addetti.

Per le sue notevoli doti di resistenza meccanica, di lavorabilità e, soprattutto, per la sua caratteristica antiscivolo, la trachite euganea, che ha sempre attratto l'uomo per la sua versatilità d'impiego e per la sicurezza delle costruzioni con essa realizzate, fu estratta e lavorata sin da tempi antichissimi.

Nota nell'antichità e nel medioevo col nome di silex e sotto la Repubblica di Venezia come masegna (per cui i blocchi di trachite della pavimentazione in veneziano si dicono masegni), prese la definizione geologica e commerciale di trachite solo dopo il 1800.

## Aspetti geologici
Nell'Oligocene inferiore (circa 35 milioni di anni fa), il magma trachitico in risalita si intruse lungo piani di stratificazione di rocce sedimentarie sollevando lo strato superiore, (che talvolta si fratturò provocando fuoriuscita di lava) e generando dei laccoliti, strutture geomorfologiche che costituiscono alcuni degli attuali Colli Euganei.
Il raffreddamento di questa grande massa lavica, originatasi in condizioni subintrusive, è relativamente lento. Questa condizione di raffreddamento ha avuto due principali conseguenze: una cristallizzazione marcata della "pasta lavica" ed il formarsi di giunti di raffreddamento che hanno dato luogo alle famose "colonne trachitiche".
La cava di Montemerlo, da cui si estrae la ben nota trachite, insiste in un apparato subvulcanico di tipo laccolitico intrusosi nelle marne eoceniche alla fine dell'Eocene superiore (33-34 Ma).

## Varietà
Sono presenti fondamentalmente due colorazioni: grigia e "gialla" (in realtà si tratta di un marrone con venature). Capita assai spesso di osservare, nello stesso blocco, un netto passaggio dal grigio al marrone-rossiccio che corrisponde alla linea di avanzamento dell'ossidazione dei minerali di ferro. Questo contrasto tra diverse morfologie fa sì che i Colli Euganei siano una regione unica nel suo genere, con rilevanza geologica e mercantile dell'area di affioramento delle "trachiti".

### La trachite Zovonite
Estratta dalle cave del paese di Zovon di Vo', fondamentalmente si trova in natura di due colori: la Calda variegata, detta "Gialla", di colore marrone nocciola con venature ramate (gli ossidi di ferro permeanti) e la Grigia antiacida a macchioline di colore grigio più chiare e più scure.

La sua analisi chimica offre questo risultato: 64,62% Si, 15,12% Al, 5,44% Na, 5,39% K, 2,63% Ca, 1,91% Mg, 2,54% Fe, seguono altri elementi con percentuali trascurabili.
Materiale di grande pregio, usato in moltissime opere e manufatti storici.

### La trachite di Montemerlo
La trachite grigia classica di Montemerlo si estrae nel comune di Cervarese Santa Croce.

#### Descrizione macroscopica
Dal punto di vista macroscopico ha una colorazione grigio pallida, su cui risaltano minerali feldspatici più chiari e laminette scure lucenti di miche ed anfiboli.

La trachite di Montemerlo si distingue dalle altre estratte nel settore euganeo per una certa presenza di inclusi più scuri con dimensioni variabili dal centimetro a qualche decimetro, di varia natura:
- i più diffusi hanno composizione trachiandesitica e latitica, con colorazione di fondo verde bottiglia; in genere non presentano spigoli vivi, ma hanno forme variabili da sferiche ad allungate. Il contatto con la trachite a volte è netto, a volte presenta prodotti di reazione di colore giallastro.
- meno comuni sono gli inclusi di rocce intrusive di composizione granitoide e gabbrica e le concentrazioni anfiboliche: resti di rocce eruttive e metamorfiche non completamente digerite dal fuso trachitico. Questi inclusi presentano per lo più bordi spigolosi e contatti netti con la matrice trachitica.

Tutti questi inclusi offrono una buona resistenza alle azioni degradanti.

#### Descrizione microscopica
La trachite di Montemerlo presenta struttura glomeroporfirica in massa di fondo microcristallina, con la presenza di qualche raro granulo di quarzo.
In ordine decrescente si notano fenocristalli di anortoclasio, di plagioclasio, di biotite, di orneblenda bruna, raramente di pirosseno augitico e infine una granulazione diffusa di magnetite ed ilmenite.

L'anortoclasio (F 1,5 – 4 mm) si rinviene in strutture glomeroporfiriche con contorni rotondeggianti ed il suo abito risulta parzialmente corroso. Il plagioclasio è zonato e di composizione andesinica (37 - 40 % An). La biotite presenta il classico schema di assorbimento dal giallo-bruno al marrone chiaro. L'orneblenda (F 1 – 3 mm) ha caratteri ottici di orneblenda basaltica e appare già tra i minerali di prima generazione; presenta abito corroso e bordi opacitizzati.

La massa di fondo ha struttura ortofirica ed è costituita da cristalli idiomorfi di anortoclasio, da plagioclasi di composizione oligoclasica, da minerali opachi e da plaghette interstiziali di anortoclasio e quarzo. Minerali accessori sono l'apatite e lo zircone. Tra i prodotti secondari si nota la calcite, in piccole plaghe e come riempimento di microfratture, e la clorite.

## Estrazione e lavorazione
I selici, masegni o salizzoni sono masselli di pietra trachite euganea, di forma rettangolare, con spessore medio di circa 8-15 cm, con larghezze, di 30-40 cm e con lunghezze a correre. Il piano inferiore è di solito a spacco di cava, con la cosiddetta culatta.
La rifilatura perimetrale avviene ancora oggi a mano con uno speciale scalpello detto giandino e il piano di calpestio è lavorato alla bocciarda.

Costituiscono la caratteristica pavimentazione di Venezia ed altri centri storici dell'area.
I fenomeni di fessurazione caratterizzano il fronte di cava e si vengono così ad identificare grossi prismi a sezione quadrilatera, la cui naturale e debole pendenza viene sfruttata nella prima fase di coltivazione mediante ridotte volate di mine di rilevaggio: dopo attento esame della giacitura della roccia, allo scopo di produrre i minori danni ai blocchi, vengono eseguiti mediamente una decina di fori sub-orizzontali con una profondità di circa una decina di metri, solitamente alla base delle colonne di trachite, in cui si piazzano le cariche esplosive.

Una volta eseguita la volata, la roccia viene spostata dal fronte cava con l'impiego di macchine operatrici, per poter effettuare il primo lavoro di sezionatura dei grossi blocchi, sotto l'attenta direzione di operai altamente specializzati.

La successiva fase di lavorazione, attuata sempre in posto, consiste nel ridurre i grossi massi più o meno informi in blocchi squadrati. Tale operazione, facilitata dalla proprietà della trachite di fessurarsi lungo piani rettilinei ed uniformi, viene effettuata mediante semplice battitura di puntelli metallici lungo le direzioni desiderate.

I blocchi squadrati passano poi in laboratorio (segagione) dove vengono ridotti alle forme e dimensioni volute tramite seghe a disco e frese diamantate.

Le lastre sono poi refilate con frese diamantate, bocciardate con bocciardatrici automatiche, lucidate e levigate con lucidatrici ed infine rifinite manualmente da abili ed insostituibili scalpellini.
Le lastre, generalmente, vengono prodotte in vari spessori commerciali (mediamente da 2 a 10 cm), scelti secondo l'impiego per cui sono destinate: dalle pavimentazioni di piazze e restauri dei centri storici veneti, ai rivestimenti interni ed esterni di scale, davanzali, caminetti, fino ai vari materiali necessari per l'edilizia di pregio.

## Storia dell'attività estrattiva
La legge n. 1097 del 29-11-1971, per la tutela delle bellezze naturali ed ambientali dei Colli Euganei, ha imposto la immediata e definitiva cessazione di tutte le cave per la produzione di pietrame e pietrisco di ogni genere (il censimento del 1983 aveva rilevato 170 cave, di cui 18 attive, 6 di calcare e 12 di trachite) ed ha regolamentato più severamente la continuazione dell'attività di tutte le altre cave, tramite progetti finalizzati ad un recupero ambientale dei siti estrattivi, con limitate quantità di materiale da estrarre. In questo modo ora sono rimasti attivi esclusivamente quei pochi siti estrattivi fondamentali per la produzione di materiale lapideo di pregio, che si inserisce nelle importanti opere di restauro dei centri storici veneti, a partire da Venezia: attualmente in tutto il comprensorio collinare euganeo sono attive solo 6 cave nel bacino estrattivo di Zovon di Vo', e 2 cave nel bacino estrattivo di Montemerlo.
Dal punto di vista produttivo va ricordato che, essendo i Colli Euganei le uniche formazioni rocciose di un vasto comprensorio territoriale, che si estende alle provincie di Padova, Venezia, Rovigo, Ferrara e Mantova, ad essi si è attinto, fin dall'epoca romana, per coprire il fabbisogno interno di materiali lapidei, oltre che per soddisfare la domanda esterna generata dalla qualità e dalle caratteristiche tecnologiche peculiari delle rocce locali.
I reperti archeologici nelle zone termali di Abano Terme e Montegrotto Terme (Padova), e delle città romaniche del Veneto, evidenziano l'impiego della "trachite" sin dai primi insediamenti dei Paleoveneti nel primo millennio a.C. (periodo Atestino).

Fu estratta ed usata come pietra da pavimentazione stradale fin dall'epoca romana, come dimostrano tutti gli scavi ed i reperti in città romane da Adria fino ad Altino e fino alle campagne veronesi (e pure le antiche discariche presso la cava).

Tralasciando le cave coltivate in epoca antica, è indubbio che l'attività estrattiva della trachite si concentrò a partire da V-VI secolo da parte dei Bizantini e nell'età medievale, in particolar modo sull'avamposto collinare di Monselice (Padova), mons selicis (monte delle selici), tanto che Ezzelino da Romano nel XIII secolo eresse un castello merlato e fortificato da mura, sul "Colle della Rocca", poi ampliato dai Carraresi attorno al 1330. La trachite diventò ben presto materiale insostituibile per le costruzioni di edifici, castelli, monasteri, strade e mura di fortificazione delle città (v. mura di Padova).
Durante la Repubblica di Venezia fu usata soprattutto per i tipici lastricati di Venezia (v. Piazza San Marco, severo banco di prova per le sue qualità tecniche, tanto che ancora oggi è richiesta per le sue caratteristiche di particolare resistenza all'azione della salsedine) e delle città contermini. Ne fu inoltre fatto largo uso per i consolidamenti delle opere di difesa idraulica, data la comoda e utilissima rete fluviale; numerosi sono infatti i ricordi dei trasporti della roccia trachitica verso le zone marine con chiatte e burci dell'epoca, trainate da cavalli, per costruire le "difese della laguna". Celebri le dighe in soccorso ai lidi sabbiosi, periodicamente sommersi dall'acqua, spazzati dal vento e dalle mareggiate.
A seguito dell'unificazione territoriale ottocentesca, i Colli Euganei persero la propria funzione millenaria di controllo della Pianura Padana circostante, e s'intensificò nel breve volgere di mezzo secolo un'intensa attività estrattiva della "trachite": unica attività produttiva capace d'impegnare la popolosa massa di contadini espulsa dalle campagne. Accadde praticamente all'indomani dell'annessione del Veneto all'Italia nel 1866.

L'estrazione della "trachite" nel periodo fra le guerre mondiali fu favorita dall'applicazione di nuove tecnologie: sia nell'attività di cava, dove dai rudimentali scalpelli si passò alla dinamite, quindi al filo elicoidale ed all'aria compressa; che in quella di trasporto, dove per il trasferimento dalle zone di produzione all'imbarco sui natanti, si passò dai tradizionali carri dalle grandi ruote trainati da cavalli, ai carrelli su binari e poi ai primi autocarri.) 